# Saison 2004-2005 de la LHOu
Saison précédente Saison suivante
La saison 2004-2005 est la 39e saison de hockey sur glace de la Ligue de hockey de l'Ouest. Les Rockets de Kelowna remporte la Coupe du Président en battant les Wheat Kings de Brandon en série éliminatoire.

## Saison régulière

### Classement
| Division Est             | PJ | V  | D  | N  | DP | Pts | BP  | BC  |
| ------------------------ | -- | -- | -- | -- | -- | --- | --- | --- |
| Wheat Kings de Brandon   | 72 | 45 | 21 | 5  | 1  | 96  | 255 | 199 |
| Blades de Saskatoon      | 72 | 37 | 23 | 6  | 6  | 86  | 234 | 215 |
| Raiders de Prince Albert | 72 | 31 | 32 | 5  | 4  | 71  | 185 | 191 |
| Warriors de Moose Jaw    | 72 | 14 | 47 | 10 | 1  | 39  | 182 | 282 |
| Pats de Regina           | 72 | 12 | 50 | 4  | 6  | 34  | 154 | 285 |

| Division Centrale        | PJ | V  | D  | N  | DP | Pts | BP  | BC  |
| ------------------------ | -- | -- | -- | -- | -- | --- | --- | --- |
| Tigers de Medicine Hat   | 72 | 45 | 21 | 4  | 2  | 96  | 234 | 143 |
| Hurricanes de Lethbridge | 72 | 39 | 20 | 12 | 1  | 91  | 222 | 162 |
| Hitmen de Calgary        | 72 | 34 | 23 | 9  | 6  | 83  | 200 | 183 |
| Rebels de Red Deer       | 72 | 36 | 26 | 6  | 4  | 82  | 206 | 200 |
| Broncos de Swift Current | 72 | 22 | 41 | 6  | 3  | 53  | 135 | 218 |

| Division B.C.            | PJ | V  | D  | N  | DP | Pts | BP  | BC  |
| ------------------------ | -- | -- | -- | -- | -- | --- | --- | --- |
| Ice de Kootenay          | 72 | 47 | 15 | 7  | 3  | 104 | 218 | 137 |
| Rockets de Kelowna       | 72 | 45 | 13 | 12 | 2  | 104 | 215 | 139 |
| Giants de Vancouver      | 72 | 34 | 30 | 4  | 4  | 76  | 212 | 205 |
| Blazers de Kamloops      | 72 | 26 | 37 | 7  | 2  | 61  | 161 | 211 |
| Cougars de Prince George | 72 | 26 | 41 | 3  | 2  | 57  | 158 | 223 |

| Division U.S.            | PJ | V  | D  | N | DP | Pts | BP  | BC  |
| ------------------------ | -- | -- | -- | - | -- | --- | --- | --- |
| Thunderbirds de Seattle  | 72 | 43 | 24 | 2 | 3  | 91  | 204 | 144 |
| Winter Hawks de Portland | 72 | 35 | 27 | 5 | 5  | 80  | 204 | 198 |
| Silvertips d'Everett     | 72 | 33 | 28 | 9 | 2  | 77  | 167 | 149 |
| Americans de Tri-City    | 72 | 26 | 34 | 8 | 4  | 64  | 172 | 196 |
| Chiefs de Spokane        | 72 | 24 | 38 | 8 | 2  | 58  | 192 | 230 |

### Meilleurs pointeurs
| Joueur             | Équipe       | PJ | B  | A  | Pts | Pun |
| ------------------ | ------------ | -- | -- | -- | --- | --- |
| Eric Fehr          | Brandon      | 71 | 59 | 52 | 111 | 91  |
| Ryan Stone         | Brandon      | 70 | 33 | 66 | 99  | 127 |
| Gilbert Brulé      | Vancouver    | 70 | 39 | 48 | 87  | 169 |
| Tim Konsorada      | Brandon      | 71 | 29 | 58 | 87  | 43  |
| Colton Yellow Horn | Lethbridge   | 70 | 35 | 51 | 86  | 40  |
| Jonathan Filewich  | Lethbridge   | 68 | 42 | 38 | 80  | 26  |
| Adam Courchaine    | Vancouver    | 71 | 28 | 50 | 78  | 32  |
| Stefan Meyer       | Medicine Hat | 69 | 34 | 43 | 77  | 104 |
| Nigel Dawes        | Kootenay     | 63 | 50 | 26 | 76  | 30  |
| Kenndal McArdle    | Moose Jaw    | 70 | 37 | 37 | 74  | 122 |

## Séries éliminatoires
|  | Huitièmes de finale      | Huitièmes de finale      |                        |   | Quarts de finale | Quarts de finale |  |  | Demi-finales | Demi-finales |  |  | Finale | Finale |
|  | Huitièmes de finale      | Huitièmes de finale      |                        |   | Quarts de finale | Quarts de finale |  |  | Demi-finales | Demi-finales |  |  | Finale | Finale |
|  |                          |                          |                        |   |                  |                  |  |  |              |              |  |  |        |        |
|  |                          |                          |                        |   |                  |                  |  |  |              |              |  |  |        |        |
|  |                          |                          |                        |   |                  |                  |  |  |              |              |  |  |        |        |
|  | Wheat Kings de Brandon   | 4                        |                        |   |                  |                  |  |  |              |              |  |  |        |        |
|  | Wheat Kings de Brandon   | 4                        |                        |   |                  |                  |  |  |              |              |  |  |        |        |
|  | Warriors de Moose Jaw    | 1                        |                        |   |                  |                  |  |  |              |              |  |  |        |        |
|  | Warriors de Moose Jaw    | 1                        | Wheat Kings de Brandon | 4 |                  |                  |  |  |              |              |  |  |        |        |
|  |                          |                          | Wheat Kings de Brandon | 4 |                  |                  |  |  |              |              |  |  |        |        |
|  |                          | Hitmen de Calgary        | 3                      |   |                  |                  |  |  |              |              |  |  |        |        |
|  | Hurricanes de Lethbridge | Hitmen de Calgary        | 3                      | 1 |                  |                  |  |  |              |              |  |  |        |        |
|  | Hurricanes de Lethbridge |                          |                        | 1 |                  |                  |  |  |              |              |  |  |        |        |
|  | Hitmen de Calgary        | 4                        |                        |   |                  |                  |  |  |              |              |  |  |        |        |
|  | Hitmen de Calgary        | 4                        | Wheat Kings de Brandon | 4 |                  |                  |  |  |              |              |  |  |        |        |
|  |                          |                          | Wheat Kings de Brandon | 4 |                  |                  |  |  |              |              |  |  |        |        |
|  |                          | Raiders de Prince Albert | 3                      |   |                  |                  |  |  |              |              |  |  |        |        |
|  | Tigers de Medicine Hat   | Raiders de Prince Albert | 3                      | 4 |                  |                  |  |  |              |              |  |  |        |        |
|  | Tigers de Medicine Hat   |                          |                        | 4 |                  |                  |  |  |              |              |  |  |        |        |
|  | Rebels de Red Deer       | 3                        |                        |   |                  |                  |  |  |              |              |  |  |        |        |
|  | Rebels de Red Deer       | 3                        | Tigers de Medicine Hat | 2 |                  |                  |  |  |              |              |  |  |        |        |
|  |                          |                          | Tigers de Medicine Hat | 2 |                  |                  |  |  |              |              |  |  |        |        |
|  |                          | Raiders de Prince Albert | 4                      |   |                  |                  |  |  |              |              |  |  |        |        |
|  | Blades de Saskatoon      | Raiders de Prince Albert | 4                      | 0 |                  |                  |  |  |              |              |  |  |        |        |
|  | Blades de Saskatoon      |                          |                        | 0 |                  |                  |  |  |              |              |  |  |        |        |
|  | Raiders de Prince Albert | 4                        |                        |   |                  |                  |  |  |              |              |  |  |        |        |
|  | Raiders de Prince Albert | 4                        | Wheat Kings de Brandon | 1 |                  |                  |  |  |              |              |  |  |        |        |
|  |                          |                          | Wheat Kings de Brandon | 1 |                  |                  |  |  |              |              |  |  |        |        |
|  |                          | Rockets de Kelowna       | 4                      |   |                  |                  |  |  |              |              |  |  |        |        |
|  | Ice de Kootenay          | Rockets de Kelowna       | 4                      | 4 |                  |                  |  |  |              |              |  |  |        |        |
|  | Ice de Kootenay          |                          |                        | 4 |                  |                  |  |  |              |              |  |  |        |        |
|  | Blazers de Kamloops      | 2                        |                        |   |                  |                  |  |  |              |              |  |  |        |        |
|  | Blazers de Kamloops      | 2                        | Ice de Kootenay        | 4 |                  |                  |  |  |              |              |  |  |        |        |
|  |                          |                          | Ice de Kootenay        | 4 |                  |                  |  |  |              |              |  |  |        |        |
|  |                          | Silvertips d'Everett     | 0                      |   |                  |                  |  |  |              |              |  |  |        |        |
|  | Winter Hawks de Portland | Silvertips d'Everett     | 0                      | 3 |                  |                  |  |  |              |              |  |  |        |        |
|  | Winter Hawks de Portland |                          |                        | 3 |                  |                  |  |  |              |              |  |  |        |        |
|  | Silvertips d'Everett     | 4                        |                        |   |                  |                  |  |  |              |              |  |  |        |        |
|  | Silvertips d'Everett     | 4                        | Ice de Kootenay        | 2 |                  |                  |  |  |              |              |  |  |        |        |
|  |                          |                          | Ice de Kootenay        | 2 |                  |                  |  |  |              |              |  |  |        |        |
|  |                          | Rockets de Kelowna       | 4                      |   |                  |                  |  |  |              |              |  |  |        |        |
|  | Rockets de Kelowna       | Rockets de Kelowna       | 4                      | 4 |                  |                  |  |  |              |              |  |  |        |        |
|  | Rockets de Kelowna       |                          |                        | 4 |                  |                  |  |  |              |              |  |  |        |        |
|  | Giants de Vancouver      | 2                        |                        |   |                  |                  |  |  |              |              |  |  |        |        |
|  | Giants de Vancouver      | 2                        | Rockets de Kelowna     | 4 |                  |                  |  |  |              |              |  |  |        |        |
|  |                          |                          | Rockets de Kelowna     | 4 |                  |                  |  |  |              |              |  |  |        |        |
|  |                          | Thunderbirds de Seattle  | 3                      |   |                  |                  |  |  |              |              |  |  |        |        |
|  | Thunderbirds de Seattle  | Thunderbirds de Seattle  | 3                      | 4 |                  |                  |  |  |              |              |  |  |        |        |
|  | Thunderbirds de Seattle  |                          |                        | 4 |                  |                  |  |  |              |              |  |  |        |        |
|  | Americans de Tri-City    | 1                        |                        |   |                  |                  |  |  |              |              |  |  |        |        |
|  | Americans de Tri-City    | 1                        |                        |   |                  |                  |  |  |              |              |  |  |        |        |

## Honneurs et trophées
- Trophée Scotty-Munro, remis au champion de la saison régulière : Ice de Kootenay.
- Trophée commémoratif des quatre Broncos, remis au meilleur joueur : Eric Fehr, Wheat Kings de Brandon.
- Trophée Daryl-K.-(Doc)-Seaman, remis au meilleur joueur étudiant : Gilbert Brule, Giants de Vancouver.
- Trophée Bob-Clarke, remis au meilleur pointeur : Eric Fehr, Wheat Kings de Brandon.
- Trophée Brad-Hornung, remis au joueur ayant le meilleur esprit sportif : Kris Russell, Tigers de Medicine Hat.
- Trophée commémoratif Bill-Hunter, remis au meilleur défenseur : Dion Phaneuf, Rebels de Red Deer.
- Trophée Jim-Piggott, remis à la meilleure recrue : Tyler Plante, Wheat Kings de Brandon.
- Trophée Del-Wilson, remis au meilleur gardien : Jeff Glass, Ice de Kootenay.
- Trophée Dunc-McCallum, remis au meilleur entraîneur : Cory Clouston, Ice de Kootenay.
- Trophée Lloyd-Saunders, remis au membre exécutif de l'année : Jeff Chynoweth, Ice de Kootenay.
- Trophée Allen-Paradice, remis au meilleur arbitre : Rob Matsuoka.
- Trophée St. Clair Group, remis au meilleur membre des relations publique : Roger Lemire, Giants de Vancouver.
- Trophée Doug-Wickenheiser, remis au joueur ayant démontré la meilleure implication auprès de sa communauté : Colin Fraser, Rebels de Red Deer.
- Trophée plus-moins de la WHL, remis au joueur ayant le meilleur ratio +/- : James Cherewyk, Ice de Kootenay.
- Trophée airBC, remis au meilleur joueur en série éliminatoire : Shea Weber, Rockets de Kelowna.